# 61.º Batallón Aéreo de Reemplazo
El 61º Batallón Aéreo de Reemplazo (61. Flieger-Ersatz-Abteilung) fue una unidad de la Luftwaffe de la Alemania nazi.

## Historia
Fue formado el 1 de noviembre de 1938 en Oschatz, a partir del 23º Batallón Aéreo de Reemplazo. El 1 de abril de 1939 es reasignado al I Batallón de Instrucción del 61º Regimiento de Instrucción Aérea.

## Comandantes
- Mayor Wilhelm Branning (1939)